# Lizardo Alzamora Mayo
Lizardo Alzamora Mayo (Tarma, 11 de septiembre de 1858–Lima, 1929), magistrado, catedrático universitario y político peruano. Fue ministro de Justicia, Culto e Instrucción (1901-1902); rector interino de la Universidad Nacional Mayor de San Marcos (1913); vocal supremo y presidente de la Corte Suprema en el periodo 1922-1923. Una de las calles del distrito limeño de San Isidro lleva su nombre.

## Biografía
Hijo de José María Alzamora y Josefa Mayo. Perteneciente a una ilustre familia republicana, sus hermanos fueron Román Alzamora (célebre catedrático sanmarquino) e Isaac Alzamora, quien llegaría a ser vicepresidente de la República (1899-1903). Cursó la educación secundaria en el Colegio Guadalupe (1871-1875) y luego ingresó a la Universidad de San Marcos, donde se graduó de Bachiller en Jurisprudencia en 1879.
Durante la Guerra del Pacífico se alistó en el Ejército de Reserva, organizado para la defensa de Lima, amenazada por el avance chileno. Con el grado de sargento mayor, fue secretario del coronel Juan Martín Echenique y participó en la batalla de Miraflores. Luego de esta acción, se retiró a la hacienda Vásquez y fue uno de los que acompañaron al dictador Nicolás de Piérola hasta Canto Grande, en su huida hacia la sierra.
Durante la ocupación chilena de Lima, se graduó de Licenciado y Doctor en Jurisprudencia (1881). Tras el retiro de las fuerzas chilenas de ocupación, se recibió de abogado (1883). Inició entonces su carrera docente, asumiendo la cátedra de Derecho Romano que la muerte de su hermano Román había dejado vacante.
Se inició en la magistratura como relator de la Corte Suprema (1884-1886). Ejerció también la defensa libre. Elegido presidente del Club Universitario en 1890, apoyó la candidatura presidencial de Francisco Rosas (del Partido Civil), durante las elecciones en las que triunfó el coronel Remigio Morales Bermúdez. Luego fue secretario de la legación en Italia, de 1893 a 1894.
Durante el gobierno de Eduardo López de Romaña, fue ministro de Justicia e Instrucción (1901-1902), formando parte del gabinete ministerial presidido por Cesáreo Chacaltana. Durante su gestión fundó la Escuela Correccional de Varones.
De 1899 a 1914 fue decano de la Facultad de Jurisprudencia de San Marcos. En 1911 fue nombrado vocal de la Corte Suprema, así como vicerrector de la Universidad de San Marcos. En este último cargo se mantuvo hasta 1914 y ejerció interinamente el rectorado en 1913.
En 1914 fue acreditado como ministro plenipotenciario en Holanda, con la misión de representar al estado peruano en el juicio que sobre la cuestión Dreyfus se ventilaba en la Corte Permanente de Arbitraje de La Haya.
De regreso en el Perú, reasumió la magistratura como vocal supremo y presidió la Corte Suprema de 1922 a 1923.
En 1927 fue electo presidente del Club Nacional para el periodo 1927-1928. Sin embargo, por razones personales, no llegó a ejercer su mandato.

## Publicaciones
- Obligaciones contraídas por la mujer casada. Tesis de bachillerato (1879).
- ¿Los tribunales del país son o no competentes para conocer de los delitos comunes cometidos a bordo de buques de guerra nacionales en aguas de otra potencia, o a bordo de buques mercantes extranjeros en nuestras aguas?. Tesis de licenciatura (1881).
- Si subsisten o no los juicios de residencia y de pesquisa. Tesis doctoral (1881).
- Condición de los tarapaqueños ante el Tratado de Ancón. Discurso universitario de 1885 (Anales Universitarios, XIV: 9-23). Lima, 1888.
- Apuntes de Derecho Romano (1897).